# Dieunomia mesillae
Dieunomia mesillae is een vliesvleugelig insect uit de familie Halictidae. De wetenschappelijke naam van de soort is voor het eerst geldig gepubliceerd in 1899 door Cockerell.